# Frederiksborg
Frederiksborg Amt (provincie Frederiksborg) is een voormalige provincie in het oosten van Denemarken in het noorden van het eiland Seeland. Er woonden circa 372.000 inwoners (2003). De provincie besloeg toen 1347 km².
Op 1 januari 2007 werden de provincies in Denemarken afgeschaft. Frederiksborg maakt nu deel uit van de nieuwe regio Hovedstaden.

## Gemeenten
Tot 2007 maakten de volgende, voormalige, gemeenten deel uit van de opgeheven provincie.
| - Allerød - Birkerød - Farum - Fredensborg-Humlebæk - Frederikssund - Frederiksværk - Græsted-Gilleleje - Helsinge - Helsingør - Hillerød | - Hørsholm - Hundested - Jægerspris - Karlebo - Ølstykke - Skævinge - Skibby - Slangerup - Stenløse |

Hoofdstad (Inclusief Bornholm) · Midden-Jutland · Noord-Jutland · Seeland · Zuid-Denemarken

Tot 2007: Aarhus · Bornholm · Frederiksborg · Funen · Kopenhagen · Noord-Jutland · Ribe · Ringkjøbing · Roskilde · Storstrøm · Vejle · Vestsjælland · Viborg · Zuid-Jutland 